# Lucy Beale
Lucy Katherine Beale es un personaje ficticio de la serie de televisión británica EastEnders, interpretada por la actriz Hetti Bywater desde enero el 12 de enero del 2012 hasta el 18 de abril del 2014. El 19 de febrero del 2015 Hetti regresó a la serie brevemente durante un flashbacks de la muerte de Lucy.

## Biografía
Lucy y su hermano gemelo fraterno Peter Beale nacen en diciembre de 1993, hijos de Ian Beale y Cindy Williams.
Su infancia fue inestable luego de que a la edad de dos años su madre Cindy intentara matar a su padre Ian, y luego huyera del país con sus hermanos Peter y Steven Beale, Cindy huye a Italia donde conoce a Nick Holland con quien comienza una aventura. Durante casi un año Lucy está separada de sus hermanos pero poco después Ian logra encontrarlos y los recupera regresándolos a Walford. 
En 1997 Lucy vuelve a ver a su madre cuando ella regresa a Walford junto con Nick para pelear la custodia contra Ian. Cindy logra obtener la custodia de Lucy, Peter y Steven pero su felicidad se acaba cuando es arrestada por el intento de asesinato de Ian y Nick finalmente se da cuenta de la verdad y la deja. En prisión Cindy descubre que está embarazada de Nick y muere luego de dar a luz a su hija, Cindy Williams Jr. quien es criada por Gina, la hermana de Cindy luego de que Nick nunca regresara por ella.
Cuando su padre comienza a salir con Melanie Healy le miente y le dice que Lucy estaba muriendo de cáncer por lo que Melanie acepta casarse con él, sin embargo el día de la boda cuando Melanie descubre la verdad lo deja.
En el 2001 Lucy obtiene una nueva madrastra cuando su padre se casa con Laura Dunn y pronto Lucy y Peter le dan la bienvenida a Bobby Beale su medio hermano.
Finalmente en el 2007 su padre se casa con Jane Clarke y aunque al inicio Lucy no está segura y cree que Jane terminará alejándose como Melanie y Laura, finalmente la acepta, se hacen muy buenas amigas y pronto la comienza a querer y ver como a una madre.
En su adolescencia Lucy comienza a rebelarse, a robar, fuma, beber alcohol, mentir, faltar a la escuela, ser grosera con sus padres y teniendo interés en los niños; las cosas empeoran cuando Ian contratara a Craig Dixon un joven de 18 años para que trabajara junto a Lucy en la tienda, pronto Lucy y Craig comienzan a gustarse y a pesar de que Craig era cinco años mayor que ella la pareja comienza una relación en secreto.
Pronto Craig demostró fue una mala influencia para Lucy, cuando Ian descubre la relación le advierte a Craig que se aleje de su hija pero esto sólo causa que Lucy huya con Craig, poco después él asalta con un arma a Patrick Trueman.
Finalmente cuando Craig intenta presionar a Lucy para que tuviera relaciones sexuales con él, Lucy entra en pánico y regresa a Walfrod donde le confiesa a su padre que Craig había asaltado a Patrick y poco después Craig es arrestado por intento de asesinato.
Lucy es contactada por una persona que decía ser su madre Cindy, se revela que en realidad había sido contactada por Steven Beale, su medio hermano quien se había hecho pasar por Cindy para aterrorizar y secuestrar a Ian a quien Steven culpaba de la muerte de Cindy. Steven mantiene a Ian como rehén durante semanas sin embargo todo termina cuando Steven intenta suicidarse pero cuando Lucy y Jane intentan detenerlo él accidentalmente le dispara a Jane. 
En marzo del 2008 Ian y Lucy pelean por una fiesta de Lucy, lo que ocasiona que Ian termine abofeteándola y ella huya. Ian y Jane la buscan por semanas sin éxito y luego se revela que Steven la había estado escondiendo, la había puesto en contra de su padre y la había convencido de mudarse a Francia, todo para que Steven pudiera ocupar el cariño que tenía Ian por su hija, cuando Ian descubre la verdad logra convencer a Lucy de regresar y le prohíbe a Steven acercarse a su familia de nuevo.
Cuando Ian descubre que Steve está de vuelta y lo ve espiando a Lucy, le dice que está feliz de no ser su padre biológico y cuando le dice que si lo veía de nuevo en Walford lo iba a matar, Steven decepcionado se va.
Sin embargo las cosas no mejoran cuando Lucy vuelve a rebelarse y deja su casa temporalmente para mudarse con Christian Clarke el hermano de su madrastra. poco después comienza una relación con Olly Greenwood, un joven mayor que ella y luego termina involucrada en un chantaje para ganar dinero.
En el 2010 Lucy pierde su virginidad luego de acostarse con Leon Small de quien queda embarazada, sin saber esto Leon decide terminar con Lucy para comenzar a salir con Zsa Zsa Carter. Lucy al no querer ser madre le pide a Jane que adopte al bebé cuando nazca y aunque Jane acepta Ian no está de acuerdo. Cuando Lucy se da cuenta de que no quiere tener al bebé Ian la lleva a que se realice un aborto, cuando Jane se entera de que Lucy ya no está embarazada Ian le miente y le dice que Lucy había sufrido un aborto.
Lucy obtiene muy buenas calificaciones en sus exámenes GCSE luego de pagarle a Adam Best para que la ayudara a hacer trampa, cuando la escuela ve que las calificaciones de Lucy son muy altas ponen en duda la autenticidad de sus resultados y Lucy finalmente se ve obligada a confesar que había hecho trampa por lo que la escuela hace que vuelva a repetir el último año, sin embargo Lucy decide dejar la escuela y se muda a Devon para vivir con su abuela.
En enero del 2012 Lucy regresa a Walford para asistir al funeral de Pat Evans, cuando llega y descubre que su padre estaba comprometido con Mandy Salter se molesta ya que quería que su padre regresará con Jane, cuando finalmente conoce a Mandy inmediatamente no le cae bien e intenta que su padre no se case con ella, Lucy sabotea el vestido de novia de Mandy botándole café e intenta que Bobby se ponga en contra de ella, nada de esto resulta.
Cuando Lucy se da cuenta de que Whitney Dean está interesada en Tyler Moon, intenta seducirlo y casi termina acostándose con él, lo que causa que su amistad con Whitney se deteriore, sin embargo hacen las pases gracias a Lauren Branning quien es amiga de las dos. El día de la boda de su padre con Mandy, Lucy le da un ultimátum: o la elige a ella o a Mandy, cuando su padre escoge a Mandy y la saca de la casa, Lucy queda destrozada, cuando Mandy descubre lo sucedido se siente incómoda y finalmente le revela a Ian que no estaba enamorada de él y se va de Walford, esto ocasiona que Ian una tenga una crisis nerviosa y desaparece sin decirle a nadie a donde iba dejando a Lucy y a su hermano Bobby solos.
Después de la desaparición de su padre Lucy se esfuerza pero tiene problemas con mantener el negocio y cuidar a Bobby, pronto comienza a tener problemas con Derek Branning quien constantemente había estado robando dinero de la caja y la había estado amenazando. Cuando Joey Branning, el hijo de Derek llega a Walford y descubre lo que su padre había estado haciendo lo engaña y le pide dinero, el cual Joey se lo da a Lucy para pagarle por todo lo que su padre le había estado robando, poco después Joey y Lucy comienza una relación.
Poco después Lucy decide que no necesita a su padre y decide renombrar al café "Cindy's", cuando Lauren descubre a Ian y que había estado viviendo como un vagabundo le dice a Lucy pero ella decide que no quiere verlo, finalmente cuando Max Branning y Tanya Branning lo encuentran lo traen de vuelta a Walford y cuando él va a su casa y Lucy lo ve le cierra la puerta en la cara, sin embargo Lucy decide darle una segunda oportunidad cuando la amiga de su padre Sharon Watts la convence, Lucy acepta pero con la condición de que todos los negocios y propiedades de la familia sean transferidos a su nombre para que no se quedara sin nada si su padre volvía a desaparecer e Ian acepta.
Aunque Lucy tiene problemas con mantener el negocio finalmente perdona a su padre, le permite volver al trabajo y le promete que siempre estaría ahí para él. Más tarde Joey besa a Whitney y cuando Lauren lo descubre convence a Whitney de decirle la verdad a Lucy, quien molesta rompe con él, aunque luego regresan Joey decide terminar la relación cuando le dice que ya no siente nada por ella.
Cuando Lucy descubre un bulto en su pecho se preocupa pero luego de ir al hospital le dicen que es benigno.
Poco después cuando Lucy descubre que la razón por la que Joey había terminado con ella era porque se había enamorado de su prima Lauren Branning con quien había comenzado una relación, se pone celosa y hace todo lo posible para separarlos, finalmente lo logra cuando pone vodka en la bebida de Lauren haciéndole creer a Joey que Lauren había comenzado a beber de nuevo.
Cuando su padre le dice sobre sus planes de abrir un nuevo restaurante Lucy no está de acuerdo ya que creía que su padre no podía manejarlo luego de lo sucedido con Mandy, poco después cuando Lauren y Whitney solicitan un trabajo como meseras, Lucy decide ponerlas a prueba y deliberadamente le pone a Lauren a Joey como su cliente, con la esperanza de que ella cometiera un error, aunque Whitney es escogida decide cambiar las solicitudes para que a su amiga Lauren le den el trabajo, lo que molesta a Lucy, sin embargo Lauren no logra mantener el trabajo y pronto es despedida.
Cuando Lucy comienza a provocar a Lauren, finalmente ella pierde la paciencia y termina golpeando a Lucy y rompiendo la ventana de la cafetería. Lauren es arrestada pero Lucy sintiéndose culpable por lo sucedido decide no presentar cargos en su contra, y poco después le pide perdón a Lauren por todo lo que le había hecho quien la perdona y se hacen amigas nuevamente.
Ian comienza a robarle cheques a Lucy para que pueda pagar su nuevo restaurante, al inicio Lucy cree que Janine es la que le está prestando a su padre dinero pero cuando descubre la verdad, tiene una pelea con su padre donde le dice que ya no lo considera parte de su familia, Poco después Lucy queda encantada cuando su hermano gemelo Peter Beale regresa a Walfrod. Cuando Lucy intenta que Joey regrese con ella él le dice que no quiere una relación con ella por lo que Lucy se molesta. 
Cuando Ian se da cuenta del estado emocional de su hija decide tomar ventaja y aprovecha para que ella firme un contrato para que le de el control de todos los negocios a él y así Ian tenga de nuevo su negocio, sin embargo cuando Lucy descubre lo sucedido confronta a su padre y decide comenzar a trabajar para Janine Butcher, cuando comienza a trabajar para ella pronto Lucy inicia una rivalidad con Danny Pennant, su compañero de trabajo ya que ambos competían y usaban tácticas sucias contra comisiones en su salario, sin embargo cuando Lucy descubre que Danny se había estado viviendo en secreto en una de los departamentos vacíos de Janine él le ruega que no le diga nada a Janine y Lucy acepta pero le advierte que ahora ella tenía poder sobre él. 
Más tarde Lucy y Danny comienzan una relación, pero cuando Johnny Carter le revela que Danny lo había estado acosando, Lucy decide confrontarlo pero cuando le pregunta a Danny si sólo estaba con ella por que ella tenía el dinero de Janine, Danny le dice que no y que en realidad la amaba sin embargo cuando Lucy lo ve tomando el dinero de Janine se da cuenta de que todo era verdad y le dice que iba a llamar a la policía si no se iba.
Cuando Ian invita a su novia Denise Fox a mudarse con ellos Lucy queda encantada, pero cuando Ian decide que también su media hermana Cindy Williams se mude con ellos no está de acuerdo.
Lauren decide iniciar un nuevo negocio con su mejor amiga Lucy y ambas ponen su propia empresa llamada "LB Lettings", cuando Lucy comienza a actuar de forma sospechosa enfrente de Lauren luego de recibir varios mensajes de un "hombre misteriorso", cuando Lauren cree que ese hombre es Jake Stone le dice a Lucy que no quiere que haya secretos entre ellas, sin embargo Lucy le dice que no es nada.
En el 2014 cuando Lucy va a un hotel para encontrarse con el hombre se revela que la persona con la que estaba acostándose era Max Branning, el padre de Lauren, poco después cuando Lee Carter llega a Walford inmediatamente se interesa por Lucy y cuando le dice quiere iniciar una relación con ella, Lucy decide que está más interesada en continuar con Max. Lucy y Max vuelven a acostarse pero poco después cuando Lee comienza a decirle cosas buenas sobre su belleza, Lucy se da cuenta de que Lee es bueno para ella y que Max sólo la está usando para tener sexo, sin embargo Lucy queda devastada cuando entra al Queen Vic y ve a Lee besando a su amiga Whitney Dean y se da cuenta de que Lee sólo la estaba usando, las cosas no mejoran cuando se encuentra con Max y él la confronta molesto y le muestra unas fotos que le habían mandado por correo de ellos besándose, aunque Lucy le jura que no tuvo nada que ver con eso, Max no le cree y termina la relación.
Más tarde cuando Lucy ve a Lee besando nuevamente a Whitney en el parque se sorprende pero aun así decide reunirse con él en el nuevo restaurante de su familia para tener relaciones, cuando se reúnen sin saberlo Jake Stone los ve por la ventana.
Cuando Ian comienza a mostrar lo orgulloso que está de Lucy y su nuevo negocio lo que causa que su media hermana Cindy se ponga celosa, molesta Cindy confronta a Ian y le dice que no sabe nada sobre Lucy y le revela que Lucy había sido arrestada en Devon por robar y que había estado escondiendo algo en su joyero, preocupados Ian y Jane Beale deciden abrir el joyero y se sorprenden cuando encuentran una bolsa de cocaína, cuando Ian confronta a Lucy ella se molesta y le grita a Ian diciéndole que desearía que él no fuera su padre, lo que deja destrozado a Ian. 
Cuando Lucy regresa a su casa luego de haber pasado la noche con Lee, Ian la confronta y durante la discusión él le dice que ella es la hija de la cual está más orgulloso, sin embargo ambos se preocupan cuando Peter Beale sale corriendo de la casa luego de haber escuchado a su padre y su hermana, molesta por lo sucedido Lucy pelea nuevamente con su padre antes de ir a buscar a Peter.
Mientras Lucy busca a su hermano termina encontrándose con Max quien le ofrece llevarla a un hotel pero ella lo rechaza, cuando Lucy se dirige a la fiesta de inauguración del número 27 recibe un correo electrónico y se dirige hacia el lugar sola, sin embargo después se muestra que Lucy había sido asesinada y que su cuerpo sin vida había sido abandonado en el bosque.
Cuando Jane realiza una reunión familiar en el restaurante Ian se molesta cuando ninguno de los gemelos llega y decide ir al Vic para ver si están ahí, cuando llega y ve a Peter quien había estado esperando a Lucy, comienza a dircutir con él, cuando Mick Carter se da cuenta de la situación decide echar a Ian del pub y él va a casa de los Branning para ver si Lucy estaba ahí con Lauren pero cuando se da cuenta de que no era así se va, de regreso Ian ve a la policía yendo hacia su casa y cuando se encuentra con ellos le dicen que su hija estaba muerta, lo que lo deja devastado.
Mientras la policía le explica a Ian que creían que Lucy había sido víctima de un asalto al azar que se salió de control, Ian intenta ir a ver a su hija a pesar de que la policía intenta convencerlo sin éxito de lo contrario, cuando llega a la morgue queda destrozado cuando ve el cuerpo de su hija.
Cuando Ian llega a su casa le dice a Denise Fox y Jane lo que había sucedido, destrozada por la noticia Jane ayuda a Ian a decirle a Cindy y Bobby que su hermana había sido asesinada quienes al oír la noticia quedan devastados, Ian luego va a buscar a Peter y cuando él se entera de que su hermana gemela había sido asesinada queda destrozado y comienza a llorar.
El 19 de febrero del 2015 finalmente se revela que Lucy, había sido asesinada por su medio hermano, Robert "Bobby" Beale y que la madre adoptiva de Bobby lo había ayudado a encubrirlo.